# Lancer du poids féminin aux Jeux olympiques d'été de 1980
Navigation
Montréal 1976 Los Angeles 1984

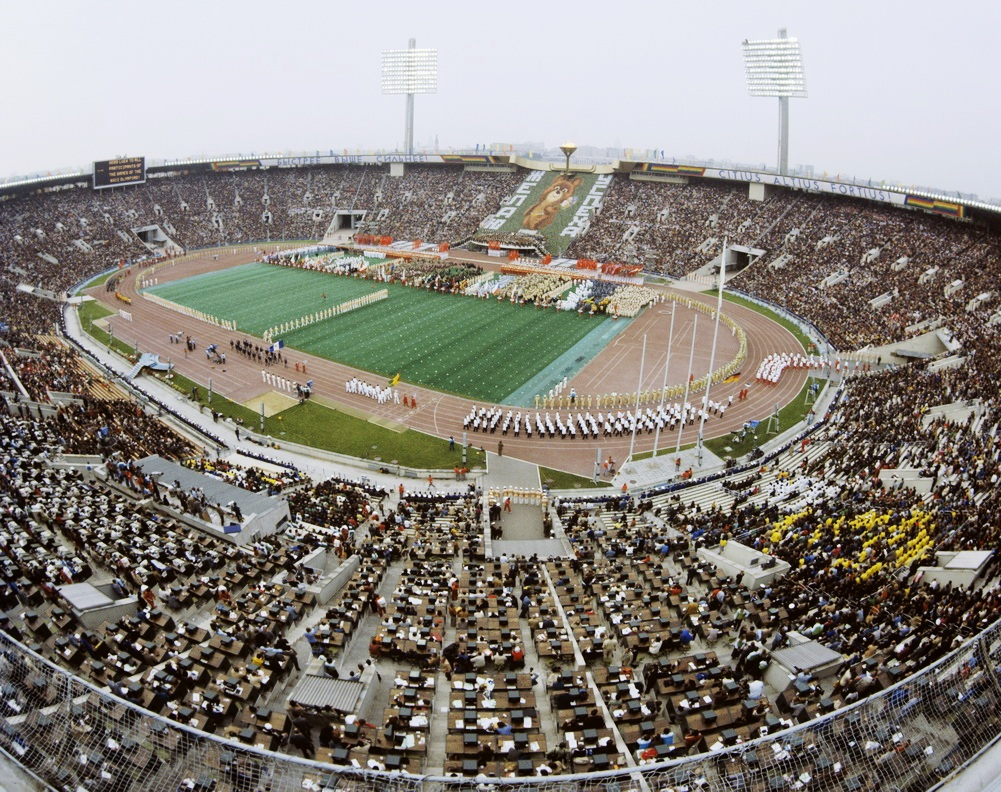
Cérémonie d'ouverture des Jeux Olympiques de 1980». Cérémonie d'ouverture des Jeux Olympiques de 1980. Parade des nations. Vue sur le Stade Central Lénine de Loujniki.

L'épreuve du lancer du poids féminin aux Jeux olympiques de 1980 s'est déroulée le 24 juillet 1980 au Stade Loujniki de Moscou, en URSS. Elle est remportée par l'Est-allemande Ilona Slupianek qui établit un nouveau record olympique avec la marque de 22,41 m.

## Résultats
| Rang               | Athlète               | Pays               | Essais | Essais | Essais | Essais | Essais | Essais | Marque  | Notes |
| Rang               | Athlète               | Pays               | 1      | 2      | 3      | 4      | 5      | 6      | Marque  | Notes |
| ------------------ | --------------------- | ------------------ | ------ | ------ | ------ | ------ | ------ | ------ | ------- | ----- |
| Médaille d'or      | Ilona Slupianek       | Allemagne de l'Est | 22.41  | 21.81  | 21.42  | 21.60  | 22.00  | 21.85  | 22.41 m | OR    |
| Médaille d'argent  | Svetlana Krachevskaya | Union soviétique   | 20.00  | 20.67  | 21.42  | X      | 21.03  | X      | 21.42 m |       |
| Médaille de bronze | Margitta Pufe         | Allemagne de l'Est | 21.20  | 21.07  | 20.42  | 20.72  | 20.05  | 20.36  | 21.20 m |       |
| 4                  | Nunu Abashidze        | Union soviétique   | 20.74  | X      | X      | X      | 20.02  | 21.15  | 21.15 m |       |
| 5                  | Verzhinia Veselinova  | Bulgarie           | 20.72  | 19.75  | 20.55  | 20.37  | X      | X      | 20.72 m |       |
| 6                  | Elena Stoyanova       | Bulgarie           | 20.22  | 19.80  | 19.56  | 19.83  | 20.00  | 20.18  | 20.22 m |       |
| 7                  | Natalya Akhrimenko    | Union soviétique   | 19.64  | 19.63  | 19.74  | X      | X      | 19.28  | 19.74 m |       |
| 8                  | Ines Reichenbach      | Allemagne de l'Est | 19.19  | 19.66  | 19.49  | 19.03  | 19.65  | 19.63  | 19.66 m |       |
| 9                  | María Elena Sarría    | Cuba               | 19.20  | 19.37  | 18.91  |        |        |        | 19.37 m |       |
| 10                 | Zdena Bartoňová       | Tchécoslovaquie    | 17.43  | 18.40  | X      |        |        |        | 18.40 m |       |
| 11                 | Ivanka Petrova        | Bulgarie           | 18.34  | X      | 18.28  |        |        |        | 18.34 m |       |
| 12                 | Gael Mulhall          | Australie          | 17.45  | X      | 18.00  |        |        |        | 18.00 m |       |
| 13                 | Angela Littlewood     | Grande-Bretagne    | 16.14  | 16.35  | 17.53  |        |        |        | 17.53 m |       |
| 14                 | Cinzia Petrucci       | Italie             | 17.17  | 17.00  | 17.27  |        |        |        | 17.27 m |       |

## Légende
Records et Performances
- AR : Record continental (area record)
- CR : Record des championnats (championship record)
- MR : Record du meeting (meet record)
- NR : Record national (national record)
- OR : Record olympique (olympic record)
- PR : Record paralympique (paralympic record)
- PB : Record personnel (personal best)
- SB : Meilleure performance personnelle de la saison (season's best)
- WL : Meilleure performance mondiale de l'année (world leader)
- WJR : Record du monde junior (world junior record)
- WR : Record du monde (world record)

Circonstances et Conditions
- DNF : N'a pas terminé (did not finish)
- DNS : N'a pas pris le départ (did not start)
- DQ : Disqualification (disqualification)
- NM : Aucun essai valable enregistré (No Mark)
- Q : Qualifié « directement » au prochain tour (ou à la prochaine compétition), lors d'une compétition majeure, grâce au classement ou à la réalisation des minima (automatic qualifier)
- q : Qualifié au prochain tour (ou à la prochaine compétition), lors d'une compétition majeure, grâce au repêchage ou à la réalisation de l'une des meilleures performances parmi celles des « non qualifiés directement » (grâce au meilleur temps ou à la meilleure distance par exemple) (secondary qualifier)